# پشت‌شناگر
پشت‌شناگر (نام علمی: Notonecta) نام یک سرده از تیره پشت‌شناگران است.